# 洋山镇
洋山镇是中华人民共和国浙江省舟山市嵊泗县下辖的一个镇。该镇由大洋山、小洋山、滩浒山等90个岛礁组成。该镇陆地总面积21.36平方公里。洋山镇下辖4个城市社区及1个行政村。洋山镇人口15595(2005年)。

## 史籍记载
洋山、大洋山、小洋山
梁大同十一年（535）开始即有小洋岛文字记载。清《乾隆金山县志》、《光绪崇明县志》记载：岛上多羊，得名“羊山”，因岛面积小，称“小羊山”，后演变为小洋山，而大洋山因小洋而得名。据《大洋旧志》记载：早在南宋以前，洋山居民稠密。
公元1658年(清顺治十五年)，郑成功北伐长江，船队停泊于此遇台风，损失很大。
清水师提督陈伦烔作于雍正八年（1730）的《海国闻见录·天下沿海形势录》记载：而崇明上锁长江，下扼吴淞，东有洋山、马迹、花脑、陈钱诸山。
大、小洋山及其附近岛屿，在西文海图里总称为崎岖列岛（Rugged Islands）。

## 沿革
洋山镇是2001年由原来的大洋镇、小洋乡和滩浒乡3个乡镇合并新设。虽然这三个乡镇在地理上接近，但在1950年以前分别属于不同的省县。其中原大洋镇（除20世纪50年代由小洋乡划入的中门堂等岛），在清和民国时期隶属于定海县所辖，民国23年（1934年）建大洋乡，以主岛大洋山得名。民国38年（1949年）6月划入新设的滃洲县（今岱山县的前身）。
1950年7月7日解放军进入后，改归嵊泗特区军管会管辖。小洋山在清初江浙分洋时，由浙江省改归江苏省管辖。民国23年（1934年）建小洋乡，1950年7月7日共軍進入洋山。滩浒各岛在民国23年（1934年）建乡，称新平乡，属镇海县。1950年5月17日解放后改为镇海县城关镇十四村。1954年划入嵊泗县，属大洋乡。1955年复置乡，称滩浒乡，以主岛得名。1950年至1956年间，设立洋山办事处（区公所）。
1962年4月，大洋、小洋、滩浒和徐公合建洋山人民公社，划入新设的大衢县（驻地在衢山岛的岛斗），1964年6月大衢县撤销后复归嵊泗县。1966年，洋山人民公社撤销，大洋、小洋、滩浒均单独设立人民公社。1984年分别改为同名的乡，同年12月，大洋乡改为大洋镇。2001年，大洋镇、小洋乡和滩浒乡再次合并，新设洋山镇。

## 地理
洋山镇由76个岛礁组成。小洋港区面积24平方公里。

## 人口
洋山镇居民的祖籍地多来自岱山以及金塘、宁波等地。在宗教信仰方面，滩浒村的基督徒比重较高，建有教堂一座。
洋山镇历年人口情况如下：
- 2000年：13194人（其中大洋镇9460人，小洋乡3185人，滩浒乡549人）。第五次人口普查值。
- 2005年：15595人
- 2010年：0.97万人。第六次人口普查初步统计值

## 行政区划
洋山镇共辖4个城市社区与1个行政村。城东、圣港、滨海、雄洋4个城市社区居委会皆位于大洋山。
| 社区             | 面积(km2) | 行政村 | 面积(km2) | 自然村/小区      |
| ---------------- | --------- | ------ | --------- | ---------------- |
| 城东社区         | -         | -      | -         | 大岙、东平、老宫 |
| 圣港社区         | -         | -      | -         | 小梅、钥匙       |
| 滨海社区         | -         | -      | -         | 洋西、新宫、云鹅 |
| 雄洋社区         | -         | -      | -         | 洋东村、云鹭苑   |
| 滩浒村(滩浒社区) | 1.5162    | 滩浒村 | 1.5162    | 滩浒村           |
| 总计             | 8.6653    | -      | 8.6653    | -                |